# Drackenstedt
Drackenstedt is een plaats en voormalige gemeente in de Duitse deelstaat Saksen-Anhalt en maakt deel uit van de gemeente Eilsleben in de Landkreis Börde.
Drackenstedt telt 419 inwoners.